# Rolf Müller (Politiker)

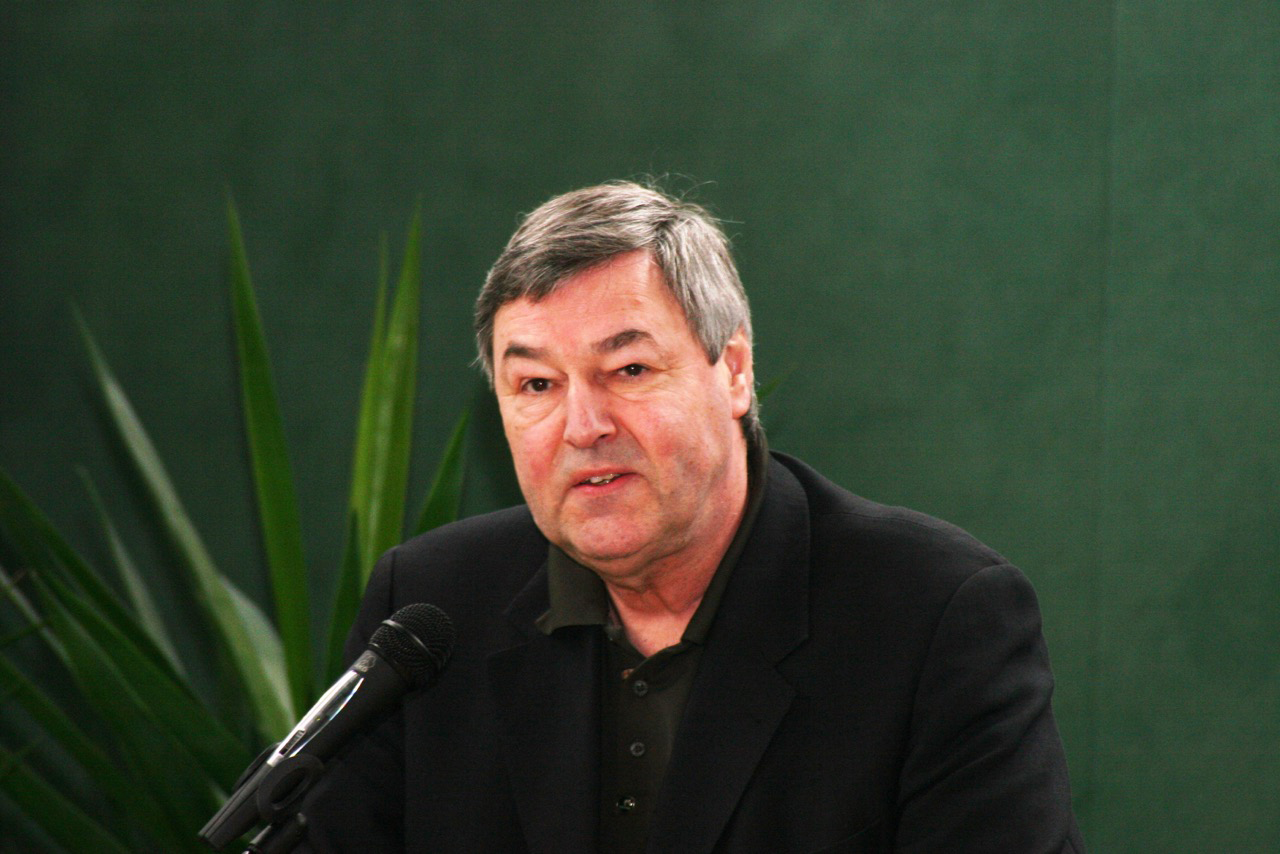
Rolf Müller (2017)

Rolf Müller (* 1. Dezember 1947 in Gelnhausen) ist ein ehemaliger Verbandsfunktionär und ehemaliger deutscher Politiker (CDU). Er war von 1978 bis 1988 und erneut von 2003 bis 2014 Mitglied des Hessischen Landtags sowie von 1989 bis 1991 Staatssekretär in der Hessischen Staatskanzlei. Von 1997 bis 2022 war er Präsident des Landessportbundes Hessen.

## Ausbildung und Beruf
Nach seinem Abitur 1966 an der Grimmelshausenschule in Gelnhausen studierte Rolf Müller bis 1972 Germanistik und Politikwissenschaften an der Johann Wolfgang Goethe-Universität in Frankfurt am Main. Von 1972 bis 1974 arbeitete er als Referendar am Wolfgang-Ernst-Gymnasium in Büdingen und von 1974 bis 1978 als Studienrat an den Beruflichen Schulen in Gelnhausen. Im Jahr 1987 wurde Müller mit seiner Dissertation „Komödie im Atomzeitalter“ zum Dr. phil. promoviert.
Von 1991 und 1992 arbeitete er als Assistent der Geschäftsleitung des Unternehmens „Dähler & Co“ in Fulda und nahm von 1991 bis 2000 Lehraufträge an der Johann Wolfgang Goethe-Universität und an der Verwaltungsfachhochschule Wiesbaden wahr. Von 1992 bis 2003 arbeitete er erneut als Studienrat an der Grimmelshausenschule in Gelnhausen.
Müller ist evangelisch, verwitwet und seit 2002 in zweiter Ehe verheiratet mit der ehemaligen Richterin am Bundessozialgericht und Hessischen Sozialministerin Marlies Mosiek-Urbahn. Er ist Vater von zwei Töchtern.
Müller ist außerdem Autor verschiedener Bücher.

## Politik
Müller ist Mitglied der CDU. Von 1970 bis 1978 war er Stadtverordneter in Gelnhausen und von 1974 bis 2012 Mitglied des Kreistags des Main-Kinzig-Kreises, dort ab 1990 als Fraktionsvorsitzender.
Dem Hessischen Landtag gehörte Müller erstmals ab dem 1. Dezember 1978 an. Er legt sein Mandat am 31. Dezember 1988 nieder, um am 1. Januar 1989 die Position des Sprechers der Hessischen Landesregierung als Staatssekretär in der Hessischen Staatskanzlei anzutreten. Nachdem bei der Landtagswahl 1991 die CDU/FDP-Regierung von Ministerpräsident Walter Wallmann ihre Mehrheit verloren hatte, schied Müller mit dem Amtsantritt der neuen rot-grünen Landesregierung am 5. April 1991 aus dem Amt.
Vom 5. April 2003 bis zum 17. Januar 2014 war Müller erneut Mitglied des Hessischen Landtags und dort zuletzt Vorsitzender der Enquetekommission „Demographischer Wandel“ sowie seit 2012 hochschul- und wissenschaftspolitischer Sprecher der CDU-Fraktion.
Rolf Müller gewann mehrmals das Direktmandat in seinem Wahlkreis: 1978 und 1982 im Wahlkreis 41 (Main-Kinzig-Kreis-Mitte), 1987, 2003, 2008 und 2009 im Wahlkreis 42 (Main-Kinzig III). Lediglich bei der Landtagswahl 1983 zog er auf Platz 36 der CDU-Landesliste ins Parlament ein, da er der SPD-Kandidatin, der amtierenden Ministerin für Bundesangelegenheiten Vera Rüdiger, im Wahlkreis unterlegen war.
Auf Vorschlag der CDU-Fraktion im Hessischen Landtag wurde Rolf Müller mehrmals zum Mitglied der Bundesversammlung zur Wahl des Bundespräsidenten der Bundesrepublik Deutschland gewählt (1999, 2004, 2009 und 2012).
Rolf Müller war Mitglied der Delegation von Bundeskanzler Helmut Kohl beim Staatsbesuch in Polen am 9. November 1989, als in Berlin die Mauer fiel.

## Sonstige Funktionen und Ämter
Als Vertreter des Landtags gehörte Rolf Müller von 1987 bis 1989 dem Rundfunkrat des Hessischen Rundfunks an. Von Januar 2001 gehört er dem Gremium erneut an (ab 2009 Vorsitzender des Fernsehausschusses), diesmal als Vertreter des Landessportbunds Hessen, dessen Präsident er von 1997 bis 2022 war. Im Januar 2021 wurde er zum Vorsitzenden des Rundfunkrats gewählt, bei seinem Ausscheiden wurde er "Ehrenhörer von HR3".  Von 2001 bis 2020 war er auch Vorsitzender des „Schwimmvereins Gelnhausen 1924 e. V.“, dessen Vorstand er bereits seit 1965 angehörte. 2020 wählte ihn die Mitgliederversammlung zum Ehrenvorsitzenden. Müllers Verbundenheit zum Schwimmsport stammt aus seiner aktiven Zeit als Leistungssportler (Deutscher Hochschulmeister im Schwimmen 1969). Beim Sportbundtag 2022 wurde er zum Ehrenpräsidenten des Landessportbunds Hessen ernannt.

## Ehrungen
1988 wurde Rolf Müller mit dem Bundesverdienstkreuz am Bande geehrt. 2007 erhielt er die Sportplakette des Landes Hessen. 2015 wurde ihm das Verdienstkreuz 1. Klasse verliehen. Am 1. Dezember 2017 verlieh ihm Ministerpräsident Volker Bouffier den Hessischen Verdienstorden. Im Jahre 2022 wurde er mit der Goldenen Ehrennadel des DOSB  ausgezeichnet. Im November 2023 wurde ihm als erstem Preisträger die neugeschaffene "Sportplakette in Gold" verliehen.

## Publikationen
- Clowneske Wirklichkeit: eine Untersuchung der clownesken Elemente in Heinrich Bolls Roman Ansichten eines Clowns. Hollfeld/Ofr. Bange, 1975, ISBN 3-8044-0182-1.
- Alte Gelnhäuser erzählen. Eine Sammlung von Geschichten, Episoden, Anekdoten aus dem Gelnhausen von früher. Barbarossastadt, Gelnhausen 1980.
- Komödie im Atomzeitalter : Gestaltung u. Funktion d. Komischen bei Friedrich Dürrenmatt. Dissertation. Frankfurt am Main 1988, ISBN 3-8204-1195-X.
- Alte Gelnhäuser erzählen 2. Eine Sammlung von Geschichten, Episoden, Anekdoten aus dem Gelnhausen von früher. Druck und Pressehaus Naumann, Gelnhausen 1991.
- Lieber Handkäs als Wörst Case. Books on Demand, 2018, ISBN 978-3-7460-5435-3.
- Habgier: Karriere einer Todsünde. Lit Verlag, Berlin 2021, ISBN 978-3-643-34932-3.